# ایوان کاچیولی
ایوان کاچیولی (انگلیسی: Ivan Cacchioli؛ زادهٔ ۱۷ ژوئیهٔ ۱۹۹۰) بازیکن فوتبال اهل ایتالیا است.
از باشگاه‌هایی که در آن بازی کرده‌است می‌توان به باشگاه فوتبال گوریتسا و باشگاه فوتبال پارما اشاره کرد.